# Tahara Teruyuki
Teruyuki Tahara (sinh ngày 3 tháng 5 năm 1968) là một cầu thủ bóng đá người Nhật Bản.
>

## Sự nghiệp câu lạc bộ
Teruyuki Tahara đã từng chơi cho Sanfrecce Hiroshima.